# Hannes Trinkl
Hannes Trinkl (Steyr, 1 de febrero de 1968) es un deportista austríaco que compitió en esquí alpino; campeón mundial en 2001.

## Trayectoria
Participó en dos Juegos Olímpicos de Invierno, obteniendo una medalla de bronce en Nagano 1998, en la prueba de descenso, y el sexto lugar en Lillehammer 1994, en la misma prueba.
Ganó una medalla de oro en el Campeonato Mundial de Esquí Alpino de 2001, en el descenso. En la Copa del Mundo consiguió seis victorias y veinticinco podios en total.
En 1998 recibió la Condecoración de Oro de la Orden al Mérito de la República de Austria.
Ejerció de vicepresidente de la Federación Austríaca de Esquí. También fue director de las carreras de velocidad en la Copa del Mundo.

## Palmarés internacional
| Juegos Olímpicos   | Juegos Olímpicos    | Juegos Olímpicos  | Juegos Olímpicos |
| Año                | Lugar               | Medalla           | Prueba           |
| ------------------ | ------------------- | ----------------- | ---------------- |
| 1998               | Nagano (Japón)      | Medalla de bronce | Descenso         |
| Campeonato Mundial |                     |                   |                  |
| Año                | Lugar               | Medalla           | Prueba           |
| 2001               | St. Anton (Austria) | Medalla de oro    | Descenso         |